# 亞馬遜河線鰭電鰻
亞馬遜河線鰭電鰻，為輻鰭魚綱電鰻目線鰭電鰻科的其中一種，為熱帶淡水魚，分布於南美洲巴西亞馬遜河流域，體長可達49.2公分，棲息在氾濫區底中層水域，生活習性不明。